# 中央線withyou
中央線withyou（ちゅうおうせんウィズユー）は、かつてトゥインクル・コーポレーションで活動していた女性お笑いコンビ。2011年1月8日解散。

## メンバー
- ウーウェイ（1977年9月3日（47歳） - ）
北海道出身、血液型はB型。
特技はバドミントン。趣味はクラブ通い、映画、音楽鑑賞。
かつては『Wプリンケツ』（1998年結成）というコンビで活動していた。
辛い食べ物、酸っぱい食べ物が苦手。
ウーウェイという芸名は本名に由来。なお、スマイルのウーイェイよしたかとは無関係。
2011年のR-1ぐらんぷりに『チュクチュン』の名前で出場。
相方のうじいえのことを、年下ではあるが「あねさん」と呼んでいる。
解散後一時期、ウーウェイは2011年2月から、中村涼子（元パルフェ）、上野あいみ（元すっとんきょ）、菰岡真実（元めっちぇん）、湯川セイントセイヤ（元ミスアルプス）の元コンビ芸人のメンバーでトークライブ『ひとりでも出来るもん!』を『居酒屋西麻布ヒルズ』で行っていた。その後「ウェイウェイ」と改名し、金沢まさえと「うみのいえ」を結成。

- うじいえ ともみ（1981年7月23日（44歳） - ）
宮城県出身、血液型はB型。
特技は卓球、バスケットボール、コーヒーについての知識。
高校生時代の1996年から『醒睡笑女』（せいすいしょうじょ）というコンビを組んで活動し、『お笑いゴールドラッシュ』などに出場。2001年に解散。
小学生時代は荒川静香と同じ学校の同級生だった[1][出典無効]。
2008年頃から「うじいえたまこ」の名前で、ピンで不定期に活動することもあった。この時のネタは、主に野球にかけたもの。

## 来歴
- 2001年にコンビ結成。結成のきっかけは、東京都杉並区高円寺の高円寺会館で行われたお笑いライブで、たまたま隣同士に座ったことだったという[2]。また、それまでに中野区や高円寺と、中央線沿線に住んでいたこともあって、コンビ名を『中央線withyou』とした。
- 事務所ライブに多く出演する他、2002年9月から2004年2月まで、お笑いコンビ・プレイノビールと『道ばたライブ』という路上ライブを全14回行った。
- マナティ、古川ちえみ、ビニールの4組5人の花嫁衣裳の女コント集団『花嫁修行中』としてワンマンライブを行ったこともあった。
- ハロ、ムートンとの3組で『どこでも90分!!』というライブを定期的に行っている。
- 『Goro's Bar』で、フロアレディとして共演したのをきっかけに知り合ったつーからとの2組での合同自主ライブ『つーからwithyou』を定期的に開催。2007年3月3日に行われた同ライブにおいて、つーからの「大場みな（みなっち）」の芸名を現在の福田ヒロに改名させた。
- ウーウェイは飛石連休の岩見よしまさと少し似ている為、飛石連休の単独ライブに岩見に成りすますドッキリネタで参加した。
- 2010年8月21日・8月22日に、初の単独ライブ『めんどくさい生き物』（東京・新宿 劇場バイタス）を行った。
- 2011年1月8日の事務所ライブを以って解散。解散後は、二人ともトゥインクル・コーポレーションを離籍してフリーになったが、それぞれピンで活動。ウーウェイは一人コント、うじいえは自分を『独り呑み女流名人』と称しての漫談などで主に活動している。
- 2012年6月5日に、ウーウェイは芸名を「ウェイウェイ」に変えたことを発表。名付けたのはお笑いコンビ「パン」のこはる[3]。

## 芸風
主にコントで、これまでにはOL、主婦、嫁と姑などの役に扮したものなどを演じている。ウーウェイが時に暴走したり叫んだりする方でうじいえがそれを抑えてまとめる方、またはこれと逆のパターンになったり、または二人ともキレたような役柄になって演じることもある。
これまでのネタには「バツイチレストラン」、「不倫発覚」、「入園説明会」、「恋愛相談」、「鬼嫁」など。
ウーウェイには「ドゥクドゥン!」という決め台詞があった。2009年になってからは、マイナーチェンジして「チュクチュン!」という台詞になっている。他に「大したタマだ～!」などの決め台詞を使ったことがあった。

## 出演

### テレビ
- Goro's Bar（TBSテレビ） - フロアレディとして出演。
- TOKYO STYLE（東京メトロポリタンテレビジョン） - レギュラー出演
- 虎の門（テレビ朝日） - 『せいこうナイト　第1回ネタを見ないで決める面白そうな芸人コンテスト』
- ストリートファイターズ（テレビ朝日） - 上記『花嫁修業中』の5人で出演
- 爆笑最前線（NHK衛星第2テレビジョン）
- キャラ☆キング（テレビ朝日） - 2008年7月12日（第1回）、エレキコミック、快児との3組でのキャラクター『ヒマヒマ天使』で出演
- エンタの天使（日本テレビ）- 2010年3月24日（第15回）、キャッチコピーは「恨みのフリーマーケット」。元々は『エンタの神様』の番組中で収録されたものだったが、未放映だったためこちらで放送。
- 神々の勲章（フジテレビ）- 2011年11月18日、うじいえのみ

### ラジオ
- エレ片のコント太郎（TBSラジオ）- 2009年1月1日

### インターネットテレビ
- ヒガシヨリ（あっ!とおどろく放送局）
- うじいえともみのお仕事万歳!（iiV Channel）

### DVD
- 宴（「THE JAPANESE TRADITION 〜日本の形〜」（2007年）の中の一編）
小林賢太郎（ラーメンズ）と小島淳二（teevee graphics）の映像製作ユニット、NAMIKIBASHIの製作。うじいえのみ出演。

## 掲載雑誌
- 中央線沿線スーパーカタログ（ぴあ、2005年8月29日）
- 月刊De-View（オリコン・エンタテインメント、うじいえのみ　2006年）